# Јахачи на дуге стазе
Јахачи на дуге стазе (енгл. The Long Riders) амерички је ревизионистички вестерн из 1980. у режији Волтера Хила. Аутори сценарија су Бил Брајден, Стивен Смит, Стејси Кич, Џејмс Кич и Волтер Хил (непотписан). Директор фотографије је Рик Вејт, а оригиналну филмску музику је компоновао Рај Кудер.

## Радња
Радња филма заснована је на причи о банди Џесија Џејмса и Кола Јангера, легендарних америчких пљачкаша банака и возова из друге половине 19. века.
„Домороци“ из Мисурија, током Америчког грађанског рата, борили су се на страни јужњака, а након пораза ових последњих, остали су без посла. Спретност и невероватна срећа, која им је дуго помагала да се одмакну од прогонитеља из Пинкертонове агенције, као и незадовољства које су им нанеле власти, на крају су око њих на америчком југу формирале извесни „ореол мучеништва“, који је дозволило упоређивање њиховог вође Џеси Џејмса са легендарним Робином Худом.
Делимично држећи се такве народне митологије, творци филма настоје да без икаквог улепшавања прикажу крвави пут неухватљиве банде, постепено је доводећи до неизбежног трагичног краја.

## Улоге
| Глумац         | Улога       |
| -------------- | ----------- |
| Дејвид Карадин | Кол Јангер  |
| Кит Карадин    | Џим Јангер  |
| Роберт Карадин | Боб Јангер  |
| Џејмс Кич      | Џеси Џејмс  |
| Стејси Кич     | Френк Џејмс |
| Денис Квејд    | Ед Милер    |
| Ренди Квејд    | Клел Милер  |
| Кевин Брофи    | Џон Јангер  |
| Кристофер Гест | Чарли Форд  |
| Николас Гест   | Боб Форд    |
| Памела Рид     | Бел Стар    |
| Лин Шеј        | Кејт        |
| Џејмс Ремар    | Сем Стар    |